# Coelotanypus dimorphus
Coelotanypus dimorphus är en tvåvingeart som beskrevs av Rempel 1939. Coelotanypus dimorphus ingår i släktet Coelotanypus och familjen fjädermyggor. Inga underarter finns listade i Catalogue of Life.